# Joan Crawford (Basketballspielerin)
Joan Audrey Crawford (* 22. August 1937 in Fort Smith, Arkansas) ist eine ehemalige US-amerikanische Basketball-Spielerin. Als Spielerin auf der Position des Centers war sie 14 Jahre lang in der Amateur Athletic Union (AAU) aktiv, wo sie mit der Mannschaft des Nashville Business College zehn Meistertitel errang. Mit der Damennationalmannschaft der USA gewann Crawford verschiedene internationale Titel, darunter die Basketballweltmeisterschaft 1957. Für ihre Karriereleistung wurde sie 1997 in die Naismith Memorial Basketball Hall of Fame aufgenommen.

## Kindheit und Jugend
Crawford ist das zweitälteste von fünf Kindern und begann, sich für Basketball zu interessieren, als sie in der fünften Klasse war. Ein Bruder lehrte sie die Grundlagen des Spiels. In ihrem ersten Jahr auf der High School wurde Crawford bereits in das Schulteam der Abschlussklasse berufen. Insgesamt verlor sie mit ihrer Mannschaft in vier Spielzeiten lediglich ein einziges Spiel.
Ihr sportlicher Erfolg ermöglichte Crawford ein Stipendium am Clarendon Junior College und half ihr auf persönlicher Ebene, Schüchternheit zu überwinden, die einem angeborenen Sprachfehler geschuldet war.

## Karriere
Nach einem erfolgreichen Abschluss am Clarendon Junior College und der Auszeichnung als All-American wurde Crawford ein weiteres Stipendium angeboten. Die Wayland Baptist University galt zu jener Zeit als Hochburg im Basketball, doch Crawford lehnte das Angebot der Hochschule ab, um stattdessen der Amateurmannschaft des Nashville Business Colleges beizutreten. In jeder der zehn Spielzeiten, in der die Mannschaft Meistertitel gewann, wurde Crawford zum All-American berufen. Darüber hinaus wurde sie in jeder Saison zwischen 1962 und 1964 zur wertvollsten Spielerin der AAU-Finalspiele gewählt.
Charakteristisch für Crawfords Spielweise waren außergewöhnliche Rebound-Stärke, gutes Passspiel sowie ihr Einsatz des Hakenwurfs.
Zwei Mal vertrat Joan Crawford die Vereinigten Staaten beim Damenbasketballturnier bei den Panamerikanischen Spielen. 1959 gewann die Mannschaft Gold und Crawford wurde mit 11,4 Punkten pro Spiel zweitbeste Korbjägerin der Auswahl. 1963 gelang der erneute Gold-Gewinn, wobei Crawford dieses Mal mit 16,3 Punkten pro Spiel beste Korbjägerin und wertvollste Spielerin des Turniers wurde. Ihren größten internationalen Erfolg feierte sie jedoch bereits 1957, mit dem Gewinn der Damenweltmeisterschaften.
Crawford ist seit 1999 ebenfalls Mitglied der Women’s Basketball Hall of Fame.